# تامارین ران‌قهوه‌ای
تامارین ران قهوه ای (نام علمی: Saguinus fuscicollis) نام یک گونه از سرده تامارین است.یک گونه از میمون ها است که دربولیوی، برزیل، کلمبیا، اکوادور و پرو یافت می شود.